# Русский сувенир
«Ру́сский сувени́р» — советский кинофильм режиссёра Григория Александрова, вышедший на экраны 27 июня 1960 года.
Александров планировал, что эта картина вернёт ему былую славу великого режиссёра. Зрительские ожидания относительно фильма были очень высокими, но в итоге картина была названа читательским активом журнала «Советский экран» худшим фильмом 1960 года, хотя и собрала за первый год кинопроката 19,4 млн зрителей. Фильм также получил разгромные отзывы от критиков.

## Сюжет
На берегу Байкала совершает вынужденную посадку самолёт, летевший в Москву из Владивостока. Здесь магистр теологии Джон Пиблс (Эраст Гарин), которого интересует вопрос «чем они заменили Бога», американский миллионер Эдлай Скотт (Андрей Попов), которого волнует проблема «можно ли Россию вернуть к капитализму», со своим секретарём Гомером Джонсом (Павел Кадочников), и итальянская «графиня» Пандора Монтези (Элина Быстрицкая), и, наконец, таинственный доктор Адамс. Единственный советский пассажир — инженер Варвара Комарова (Любовь Орлова) — вынуждена быть и гидом, и дипломатом, и снабженцем, и массовиком-затейником.
Герои фильма попадают в новый город в Сибири, видят строительство Братской ГЭС, запуск ракеты на Луну. Их представление о Советском Союзе становится совершенно иным.
В финале фильма перевоспитавшийся американский миллионер даёт сенсационное интервью. Главная героиня призывает к миру во всем мире на фоне фресок с изображением Георгия Победоносца, поражающего копьём змея.

## В ролях
- Любовь Орлова — Варвара Капитоновна Комарова
- Андрей Попов — Эдлай Хантор Скотт, американский миллионер, писатель
- Павел Кадочников — Гомер Джонс, секретарь мистера Скотта, американский писатель канадского происхождения
- Эраст Гарин — Джонс Пиблс, магистр теологии, убеждённый женоненавистник и принципиальный холостяк
- Элина Быстрицкая — Мария-Пандора (Барбара) Монтези, итальянская графиня
- Александр Барушной — доктор Адамс
- Валентин Гафт — Клод Жерар, французский композитор
- Зоя Исаева — кассирша
- Лю Чжи-Чан — Ван Ли Фу, китайский лётчик
- Анастасия Зуева — Егоркина, жена сибирского охотника
- Георгий Бударов — Егоркин
- Алла Будницкая — Лариса Курлычкина, переводчица
- Виктор Авдюшко — Спихнулин
- Анатолий Ведёнкин — Сергей Комаров, брат Варвары
- Иван Каширин — сторож
- Борис Новиков — Сафонов, рабочий-новосёл
- Елена Понсова — бабушка Варвары
- Виктор Яковлев — батюшка
- Лев Золотухин — Иван Бобров, академик
- Пётр Савин — бригадир охотников
- Анатолий Соловьёв — охотник в бане
- Эммануил Геллер — продавец женьшеня (жулик)
- Светлана Харитонова — Олимпиада Васильевна Сафонова, жена рабочего-новосёла
- Кола Бельды — студент-«шаман»
- Михаил Орлов — министр
- Леонид Чубаров — Иванов, водитель
- Аркадий Цинман — Аркадий Цинман, журналист
- Григорий Александров — второй пилот Ту-104, эпизод

## Съёмочная группа
- режиссёр-постановщик — Григорий Александров
- автор сценария — Григорий Александров
- оператор-постановщик — Григорий Айзенберг
- художники-постановщики — Михаил Богданов, Геннадий Мясников
- композитор — Кирилл Молчанов
- тексты песен — Евгений Долматовский
- директор картины — Валентин Маслов

## Критика
Советская критика назвала «Русский сувенир» бессюжетным, идейно слабым, поверхностным, пропагандирующим «архитектурные излишества в строительстве в период культа личности Сталина». В частности, сатирический журнал «Крокодил» опубликовал рецензию на фильм, в которой режиссёр и актёры подверглись осмеянию. Сама Любовь Орлова назвала свою работу в этом фильме неудачной: «Что ни кадр, то пустота… А у меня перепевы и перепевы самой себя… Словно я тем только и занимаюсь, что пытаюсь повторять когда-то найденные приёмы, но у меня уже ничего не получается».
Элина Быстрицкая в 2003 году отмечала: «Я никогда не забуду, как Любовь Орлова, которой тогда было под 60, снималась в фильме „Русский сувенир“, где играла девушку лет двадцати пяти. Это было тяжкое зрелище, и фильм справедливо провалился». Александр Малахов («Коммерсантъ»), оценивая данную работу Александрова и Орловой, написал: «Освободиться от идеологических штампов они не смогли, а в 60-е годы истории о перевоспитавшихся американских миллионерах вызывали не смех, а раздражение. „Русский сувенир“ провалился». Питер Роллберг в «Историческом словаре русского и советского кино» (2016) пишет, что фильм «без сомнения, доказал, что официальный имидж актрисы стал анахронизмом, несмотря на постоянное восхищение миллионов зрителей».
А. В. Фёдоров, описывая сюжетные и иные стереотипы картины, пишет:

приёмы изображения действительности: откровенно условные (в рамках жанра), но вся советская обстановка и все советские персонажи показаны с симпатией. Зарубежные персонажи показаны карикатурно, но это не злая, а, скорее, добродушная карикатура.
<…> Все советские персонажи патриотичны, искренне верят в преимущества советского строя над буржуазным, обаятельны, вежливы, предупредительны, готовы помочь непривыкшим к сибирскому быту изнеженным иностранцам, неплохо одеты (по тогдашним советским понятиям), у них правильная речь, мимика и жесты соответствуют канонам плакатного образа идеального советского труженика. Иностранцы выглядят утрированно, одеты ярко, часто нелепо, много и активно жестикулируют, эмоционально неуравновешенны.